# Homecoming (phim truyền hình)
Homecoming (tựa tiếng Việt: Dự Án Bí Ẩn) là một bộ phim truyền hình kinh dị tâm lý của Hoa Kỳ dựa trên podcast cùng tên đến từ công ty truyền thông kỹ thuật số Gimlet Media. Được sáng lập bởi Eli Horowitz và Micah Bloomberg, loạt phim công chiếu vào ngày 2 tháng 11 năm 2018 trên dịch vụ Amazon Prime Video. Horowitz và Bloomberg đóng vai trò đồng biên kịch, điều hành sản xuất với Sam Esmail, Chad Hamilton, Julia Roberts, Alex Blumberg, Matt Lieber và Chris Giliberti. Esmail chỉ đạo diễn xuất toàn bộ mười tập trong mùa đầu tiên với sự tham gia của Roberts, Bobby Cannavale, Stephan James, Shea Whigham, Alex Karpovsky và Sissy Spacek.
Mùa hai định hướng câu chuyện trái nguyên tác khi dẫn lối tường thuật một sự kiện và nhân vật mới hoàn toàn. Được ra mắt vào ngày 22 tháng 5 năm 2020, phần tiếp theo do Kyle Patrick Alvarez đạo diễn với sự góp mặt của Janelle Monáe, Chris Cooper, Joan Cusack cùng Stephan James và Hồng Châu trở lại từ những thước phim đầu của series.
Homecoming nhìn chung nhận được sự tán dương từ các nhà phê bình dẫu cho xuất hiện ý kiến trái chiều về nội dung nửa sau loạt phim. Giới chuyên môn dành lời khen cho màn thể hiện của dàn diễn viên đã phần nào cứu vớt cốt truyện trong bảy tập còn lại. Bất chấp những tranh cãi, series vẫn góp mặt vào hàng loạt danh sách lựa chọn tốt nhất của mùa giải thưởng truyền hình xuyên suốt ba năm từ 2019-2021, nổi bật nhất trong đó phải kể đến là ba đề cử giải Quả Cầu Vàng thể loại Phim truyền hình chính kịch hay nhất, Nữ diễn viên xuất sắc nhất cho Julia Roberts và Nam diễn viên xuất sắc nhất cho Stephan James. Ngoài ra, Homecoming cũng góp mặt ở hai đề cử giải Emmy giờ vàng hạng mục Quay phim xuất sắc nhất cho hai tập "Optics" và "Giant".

## Tiền đề
Heidi Bergman (Julia Roberts) từng là nhân viên đội công tác xã hội tại trung tâm hỗ trợ chuyển tiếp Homecoming, đây là cơ sở trực thuộc tập đoàn Geist điều hành giúp các binh sĩ trở về cuộc sống bình thường và vượt qua hội chứng rối loạn căng thẳng sau chấn thương. Bốn năm sau, Bergman cùng mẹ (Sissy Spacek) bắt đầu chương mới trong cuộc đời, cô làm nhân viên phục vụ ở một thị trấn nhỏ và gần như không còn nhớ gì về quãng thời gian biến động lúc trước. Cho đến khi kiểm toán viên của Bộ Quốc phòng Hoa Kỳ (Shea Whigham) đến hỏi lý do tại sao rời khỏi Homecoming, Bergman mới chợt nhận ra có một giai thoại hoàn toàn khác đằng sau câu chuyện mà cô đang tự kể cho chính mình.

## Diễn viên

### Vai chính
- Julia Roberts trong vai Heidi Bergman (mùa 1), nhân viên phụ trách hồ sơ dưới quyền Walter làm việc tại cơ sở bí mật của chính phủ mang tên Trung tâm Hỗ trợ Chuyển tiếp Homecoming.
- Bobby Cannavale trong vai Colin Belfast (mùa 1, khách mời mùa 2), người giám sát của Heidi.
- Stephan James trong vai Walter Cruz, một cựu quân nhân trẻ tuổi và là khách hàng của cơ sở Homecoming luôn mong muốn được trở về cuộc sống thường nhật sau khi xuất ngũ.
- Shea Whigham trong vai Thomas Carrasco (mùa 1), một quan chức của Bộ Quốc phòng đang điều tra Trung tâm Hỗ trợ Chuyển tiếp Homecoming.
- Alex Karpovsky trong vai Craig (mùa 1, vai định kỳ mùa 2), một nhân viên tại cơ sở Homecoming.
- Sissy Spacek trong vai Ellen Bergman (mùa 1), mẹ của Heidi.
- Janelle Monáe trong vai Jacqueline Calico / Alex Eastern (mùa 2), một phụ nữ thức dậy trên chiếc thuyền có mái chèo và tiếp tục hành trình đi tìm danh tính của mình.
- Hồng Châu trong vai Audrey Temple (mùa 2, vai định kỳ mùa 1), trợ lý tại Geist Emergent Group - công ty mẹ của Homecoming.
- Chris Cooper trong vai Leonard Geist (mùa 2), chủ sở hữu Geist Emergent Group.
- Joan Cusack trong vai Francine Bunda (mùa 2), đại diện Bộ Quốc phòng trở thành đối tác của Geist sau sự cố Homecoming.

### Vai định kỳ
- Ayden Mayeri trong vai Reina, nhân viên lễ tân tại cơ sở Homecoming. (mùa 1)
- Bill Stevenson trong vai Abe (mùa 1)
- Sam Marra trong vai Javen (mùa 1)
- Marianne Jean-Baptiste trong vai Gloria Morisseau, mẹ của Walter. (mùa 1)
- Jeremy Allen White trong vai Shrier, cựu quân nhân cùng đơn vị với Walter và hiện là khách hàng đồng nghiệp tại cơ sở Homecoming. (mùa 1)
- Alden Ray trong vai Maurice (mùa 1)
- Henri Esteve trong vai Abel (mùa 1)
- Frankie Shaw trong vai Dara (mùa 1)
- Gwen Van Dam trong vai bà Trotter (mùa 1)
- Brooke Bloom trong vai Pam, sếp của Carrasco tại Bộ Quốc phòng.
- Sydney Poitier Heartsong trong vai Lydia Belfast, vợ của Colin. (mùa 1)
- Dermot Mulroney vai Anthony, bạn trai của Heidi (mùa 1)
- Marcus Henderson trong vai Engel (mùa 1)
- Jason Rogel trong vai Cory (mùa 1)
- Rafi Gavron trong vai Rainey (mùa 1)
- Jacob Pitts trong vai AJ, người đang khám phá một số dự án kinh doanh mới. (mùa 1)
- Lewie Bartone trong vai New Guy (mùa 1)
- Kristof Konrad trong vai ông Heidl (mùa 1)
- Fran Kranz trong vai Ron, sếp của Colin tại Geist Emergent Group.
- Tyler Ritter trong vai Lane (mùa 2)
- Mary Holland trong vai Wendy (mùa 2)
- Jimmy Bellinger trong vai Chad (mùa 2)
- Christopher Redman trong vai Kyle (mùa 2)
- Johnny Sneed trong vai tiến sĩ Zamani (mùa 2)
- Audrey Wasilewski trong vai sĩ quan Donna (mùa 2)

### Khách mời
- Caitlin Leahy trong vai Kate (tập phim "Helping")
- Michael Hyatt trong vai Evita (tập phim "Toys")
- Philip Anthony-Rodriguez vai Ramon (tập phim "Protocol")
- John Billingsley trong vai Buddy (tập phim "People")

## Tập phim
| Mùa | Mùa | Số tập | Số tập | Phát hành gốc       | Phát hành gốc       |
| --- | --- | ------ | ------ | ------------------- | ------------------- |
|     | 1   | 10     | 10     | 2 tháng 11 năm 2018 | 2 tháng 11 năm 2018 |
|     | 2   | 7      | 7      | 22 tháng 5 năm 2020 | 22 tháng 5 năm 2020 |

### Mùa 1 (2018)
| TT. tổng thể | TT. trong mùa phim | Tiêu đề     | Đạo diễn   | Kịch bản                       | Ngày phát sóng gốc  |
| --- | ------------------ | ----------- | ---------- | ------------------------------ | ------------------- |
| 1 | 1                  | "Mandatory" | Sam Esmail | Eli Horowitz & Micah Bloomberg | 2 tháng 11 năm 2018 |
| Rời quân ngũ sau bốn chuyến thi hành nghĩa vụ, đầu năm 2018, Walter Cruz xung phong làm tình nguyện viên cho Trung tâm Hỗ trợ Chuyển tiếp Homecoming, một chương trình nghề nghiệp nội trú mới được thiết kế để hỗ trợ các cựu quân nhân tái hòa nhập cuộc sống dân sự. Tại đây anh được giới thiệu với cố vấn của mình - Heidi Bergman, một trong những quản trị viên Homecoming. Colin Belfast - ông chủ khó tính trên trướng Heidi, thúc giục cô lấy "dữ liệu" về chương trình càng sớm càng tốt. Bốn năm sau, khi đang sống cùng mẹ và làm bồi bàn thì điều tra viên từ Bộ Quốc phòng (Thomas Carrasco) đến tìm cựu quản lý, ông thông báo đang theo dõi đơn khiếu nại cũ của nhân viên Cruz bị giữ tại trung tâm trái với ý muốn thân chủ. Tuy nhiên Heidi cho biết cô không nhớ gì về nhân vật này. |                    |             |            |                                |                     |
| 2 | 2                  | "Pineapple" | Sam Esmail | Eli Horowitz                   | 2 tháng 11 năm 2018 |
| Walter khéo léo tuân theo kế hoạch tại Homecoming, bao gồm cả việc uống thuốc kê đơn hàng ngày. Tuy nhiên gã sống cùng phòng với anh (Joseph Shrier) lại không nghĩ đơn giản thế. Shrier có vẻ mắc chứng hoang tưởng và nghi ngờ về sự "giúp đỡ" của trung tâm. Kể từ khi đến đây bằng chuyến bay quân sự hạ cánh xuống căn cứ, anh ta thường giả vờ uống rồi sau đó lén nôn ra hết mớ thuốc vì bản thân chẳng biết nó là thứ gì. Trong một bữa ăn, Shrier và Walter tranh cãi về việc dường như họ bị những kẻ ở Homecoming thao túng và lừa đang tạm trú tại Florida, để rồi sau đó Shrier mất hết kiểm soát và hét toáng lên trong phòng ăn. Đến năm 2022, trong một cuộc gọi với mẹ Walter (Gloria Morisseau), thanh tra Thomas nhận ra đầu đây bên kia tỏ ra bất hợp tác nhưng lại ngạc nhiên khi nghe tin Heidi không nhớ Walter là ai. Thomas báo cáo lại phát hiện của mình cho cấp trên. |                    |             |            |                                |                     |
| 3 | 3                  | "Optics"    | Sam Esmail | David Wiener                   | 2 tháng 11 năm 2018 |
| Năm 2018, Shrier thuyết phục Walter tham quan ngoài cơ sở rồi chơi liều đánh cắp một chiếc xe tải. Suốt hàng giờ lái xe, cuối cùng họ đến một thành phố vắng bóng người, chợt nhìn thấy cụ già khả nghi và tưởng nhầm đây là kẻ được Homecoming sai đến trấn áp, Shrier vội chạy đến khống chế để rồi sau đó mới "nhận ra" khu này là nơi dành cho cộng đồng hưu trí. Theo mệnh lệnh từ Colin, Shrier bị trục xuất khỏi Homecoming, Walter đáng lẽ cũng chịu chung số phận nhưng được giữ lại vì Heidi thuyết phục ông chủ chương trình sẽ hoạt động tốt hơn nếu Walter vượt qua được vụ này. Bốn năm sau, Heidi gặp lại bạn trai cũ Anthony, trước đây hai người chấm dứt mối quan hệ vì Heidi luôn dành hết thời gian cho công việc, còn sếp của cô thì cứ gọi điện luyên thuyên liên tục. Sau một hồi trò chuyện, Anthony ngạc nhiên khi nhận ra Heidi chẳng còn nhớ gì về Colin lẫn khoảng thời gian trước. Mặc dù chịu áp lực phải khép lại vụ án, Thomas vẫn làm theo linh cảm của mình và tiếp tục điều tra. Khi lục tung hết đống hồ sơ cũ, ông phát hiện ra một chi tiết kỳ lạ, Walter và Heidi rời trung tâm cùng ngày (15/05/2018), lúc đó Walter bị tống cổ khỏi cơ sở vì giở trò bạo lực còn Heidi phải nhập viện. |                    |             |            |                                |                     |
| 4 | 4                  | "Redwood"   | Sam Esmail | Micah Bloomberg                | 2 tháng 11 năm 2018 |
| Walter buồn bã vì người bạn duy nhất của mình ở trung tâm cũng không còn. Vật dụng phòng Shrier thì bị nhân viên thu gom rồi vứt bỏ, trong mớ đồ vẫn còn kỷ vật chiếc kèn harmonica của chiến hữu (Lesky) cùng đơn vị với họ lúc tại ngũ. Khi nghe Walter phàn nàn, Heidi đi tìm và gửi trả lại nhạc cụ cho anh, rồi hai người cùng trò chuyện về những thứ đã xảy ra, về việc Lesky đã bị IED giết như thế nào sau khi Walter chỉ định anh lên một chiếc xe khác. Vào năm 2022, Thomas đến trụ sở Geist Group - công ty mẹ điều hành Homecoming để trao đổi với Colin, tuy nhiên lại một lần nữa vị chủ điều hành bảo chẳng nhớ gì về cơ sở này hay biết Heidi Bergman là ai. Với kí ức mơ hồ mập mờ còn sót lại, Heidi bắt đầu lục tìm những thông tin cất trong tủ thì chợt nhận ra bản thân đã bị mất trí nhớ đáng kể, cô sốc khi thấy hồ sơ nhập viện của mình vài năm về trước cùng lịch sử đầy cuộc gọi với Colin trong chiếc Samsung cũ. Bán tín bán nghi, cô gọi cho Colin nhưng đầu dây bên kia khi nghe tiếng đã vội cúp máy. |                    |             |            |                                |                     |
| 5 | 5                  | "Helping"   | Sam Esmail | Cami Delavigne                 | 2 tháng 11 năm 2018 |
| Năm 2018, Heidi ngày càng gắn bó với Walter hơn và họ hay bày trò trêu đùa lẫn nhau. Trên bàn làm việc, bút, kim bấm và các vật dụng khác thường được Heidi sắp xếp song song như một chứng ám ảnh hoàn hảo, Walter đặt chúng ở vị trí ngẫu nhiên rồi dùng keo dán dính chặt xuống mặt bàn, anh còn mang vào văn phòng Heidi cả con bồ nông mà họ thường nghe tiếng bên ngoài mỗi lần đến buổi trị liệu. Một hôm khi hay tin Heidi đã trả chiếc kèn harmonica cho Walter, Colin giận dữ bảo cô phải nhận định rõ mục đích chính ở Homecoming là gì, đó là loại bỏ chứng PTSD bằng thuốc "nhằm triệt sạch những phản ứng có hại đối với quá khứ đau buồn." Việc trả lại đồ vật cũ chỉ vô tình khiến người bệnh hồi tưởng thêm về những ký ức mà trung tâm đang cố xóa sổ. Bốn năm sau, Thomas lần ra được nơi làm việc của Shrier, lúc này gương mặt anh hiện rõ dấu hiệu sa sút tinh thần. Shrier nói với vị điều tra viên rằng trước đó anh đã cảnh báo với Walter về Heidi, cô ta là kẻ biết tất cả mọi thứ nhưng bạn mình không nghe. Vài hôm sau, Colin đến Tampa để đe dọa Heidi tại quán ăn phải biết giữ mồm miệng với tay thanh tra, nhưng vì mất trí nên cô không thể nhận ra gã sếp cũ đang đứng trước mặt mình. Lúc tính tiền, Colin hoảng hốt khi nhìn thấy danh thiếp của Thomas để trong một cái lọ trên quầy, hắn chộp lấy rồi vội rời khỏi quán. |                    |             |            |                                |                     |
| 6 | 6                  | "Toys"      | Sam Esmail | Shannon Houston                | 2 tháng 11 năm 2018 |
| Vào năm 2018, sau hai tuần không nhận được tin tức từ con mình, bà Gloria liên hệ với VA và được nhân viên cho biết Homecoming đang điều hành bởi một nhà thầu mang tên Geist Emergent Group. Qua tìm hiểu thì Geist là công ty sản xuất chất tẩy rửa gia dụng, Gloria bắt đầu nảy sinh nghi ngờ và tin chắc tập đoàn này có động cơ mờ ám phía sau. Bà vội đến Tampa rồi yêu cầu con mình rời khỏi nơi đó ngay lập tức. Trong khi thu dọn đồ đạc, Walter thú nhận đã nảy sinh tình cảm với Heidi và quyết định ở lại. Bực tức vì không thể thuyết phục con mình quay về, Gloria gọi đến đường dây nóng của DOD, giả danh thành nhân viên Homecoming rồi khiếu nại nặc danh rằng Cruz đang bị cơ sở này giam giữ bắt buộc trái với ý muốn. Năm 2022, Colin theo chân Heidi đến tiệm giặt ủi, biết nhân viên cũ bị mất trí nhớ nên gã sếp bắt đầu giở trò tiếp cận tán tỉnh cô. Tự giới thiệu mình là Hunter, một nhà thầu quân sự vừa trở về từ Afghanistan và đang trong quá trình ly dị vợ, hắn đưa cô hẹn hò và họ ngủ cùng nhau. Heidi tâm sự rất mệt mỏi vì phải sống một cuộc đời dối trá, cô nghĩ mình đã phạm phải một sai lầm nghiêm trọng nhưng không biết đó là thứ gì. |                    |             |            |                                |                     |
| 7 | 7                  | "Test"      | Sam Esmail | Eric Simonson                  | 2 tháng 11 năm 2018 |
| Sau khi trải qua liệu trình năm tuần điều trị liên tiếp trong năm 2018, Heidi bị sốc khi Walter đột nhiên chẳng còn nhớ gì về những kỷ niệm vui nhất của anh khi còn tại ngũ. Trò đùa mà bộ ba đồng hương Shrier, Lesky và anh đã chơi cùng một quân nhân khác, thậm chí cả cái chết của người bạn Lesky, Walter đều quên sạch hết. Colin bác bỏ lời cảnh báo của Heidi và cho rằng nếu thuốc "thành công", điều đó có nghĩa là những người lính này sẽ được bổ nhiệm lại vào quân đội. Bốn năm sau, Thomas tiếp cận mặt đối mặt với Gloria, bà gửi cho ông cuốn băng ghi âm về những buổi gặp gỡ giữa Walter và Heidi. Vì bộ não đã bị xóa sạch ký ức nên Heidi rất sốc khi biết chính cô là người đã gửi đoạn băng này cho Gloria. Bức màn bí ẩn ngày càng hé mở và hàng loạt tình tiết phức tạp nối đuôi nhau xuất hiện, Heidi quyết định cùng với "Hunter" đến Homecoming để tìm Colin hỏi cho ra lẽ. |                    |             |            |                                |                     |
| 8 | 8                  | "Protocol"  | Sam Esmail | Eli Horowitz                   | 2 tháng 11 năm 2018 |
| Năm 2022, sếp của Thomas (Pam) tại Bộ Quốc Phòng tranh cãi với ông vì đã lãng phí thời gian công sức đi điều tra vụ án chẳng đâu vào đâu. Tức giận, Thomas đập cửa đột nhập vào văn phòng Homecoming tự mình thăm dò mọi thứ còn sót lại ở đó. Cùng thời điểm, Heidi và Colin (giả danh Hunter) đến văn phòng kế bên có cùng cách bố trí với khu vực làm việc cũ của Homecoming. Heidi nhận ra cô chưa bao giờ đặt chân đến đây và cảm thấy vô cùng lạc lõng. Từ cửa sổ tòa nhà đối diện, Thomas vô tình nhìn thấy Heidi và Hunter đang đi cùng nhau. Bất chợt tiếng của con bồ nông từ đâu vang vọng đến khiến Heidi nhớ lại danh tính kẻ đi cùng mình thực chất là ai. Cô sợ hãi liền bỏ chạy khỏi gã sếp cũ trong khi Thomas đuổi theo phía sau. Thế rồi một trận to tiếng bắt đầu xảy ra, Colin lăng mạ và chế nhạo Thomas, điều này khiến Heidi vô cùng tức giận nên đã đẩy Colin ngã vào đài phun nước. Giọt nước mắt chợt lăng dài trên gương mặt đầy tuyệt vọng, Heidi cuối cùng được vị thanh tra chở về nhà. |                    |             |            |                                |                     |
| 9 | 9                  | "Work"      | Sam Esmail | Micah Bloomberg                | 2 tháng 11 năm 2018 |
| Trong thời gian thực, Heidi cố gắng hiểu rõ vai trò của mình tại Homecoming là gì sau cú sốc bị tay sếp lừa gạt. Thomas chuyển đơn khiếu nại lên tổng thanh tra DOD dựa trên những chi tiết ông thu thập được, tuy nhiên Pam sau đó liền gọi cho đại diện công ty Geist thông báo tình hình. Bốn năm trước, trong tuần điều trị thứ sáu, Heidi rất buồn khi thấy Walter hào hứng bàn về việc nhập ngũ trở lại và hy vọng anh sẽ được đoàn tụ với Shrier (đã bị dẫn vào trại tâm thần) và Lesky (đã chết từ lâu nhưng Walter không còn nhớ). Cô quyết định cùng anh đi ăn một bữa trưa tại căng tin trung tâm mặc cho thừa biết trong thức ăn chứa đầy thuốc xóa trí nhớ liều cao. |                    |             |            |                                |                     |
| 10 | 10                 | "Stop"      | Sam Esmail | Eli Horowitz & Micah Bloomberg | 2 tháng 11 năm 2018 |
| Tại công ty cũ, Heidi ghi âm lại các buổi trò chuyện và bỏ việc sau khi giải thoát cho Walter trái với mong muốn của gã sếp. Chính bữa ăn tẩm đầy thuốc tẩy não ở tuần sáu đã khiến Walter mất khả năng lao động, bản thân Heidi thì quên sạch phần lớn mọi thứ lúc còn làm ở trung tâm. Sau đó một nhân viên Homecoming cố tình lưu trữ sai lệch thông tin hồ sơ bằng cách báo cáo Walter đã bị đuổi về nhà vì hành vi bạo lực, còn Heidi thì phải nhập viện. Năm 2022, khi phải đối mặt với xung đột trước đó và việc thanh tra Thomas leo thang khiếu nại, Colin bắt đầu hoảng loạn, hắn đề nghị Geist nên gài bẫy Heidi như một kẻ sa ngã bằng cách đổ tội cô là nhân viên lừa đảo. Cựu trợ lý hành chính của Colin - Audrey hiện đã được bổ nhiệm làm sếp mới trên trướng gã, cô thẳng thừng thông báo hắn - chứ không phải Heidi, chính là cá nhân bị liệt vào thành phần bất hảo. Một hôm, Heidi lái xe đến Trại Cá (Fish Camp) thuộc bang California, đây cũng là nơi Walter ở tuổi 17 đã trải qua chuyến du ngoạn đường phố đáng nhớ. Trong quán ăn ven đường, hai người tình cờ gặp nhau và họ cùng ngồi xuống trò chuyện. Dường như Walter đang sống rất hạnh phúc và chẳng còn nhớ gì đến Heidi. Cho đến khi anh rời đi, cô nhìn xuống dụng cụ ăn thì nhận ra Walter đã di chuyển chiếc nĩa của mình lệch hàng so với dao và thìa, hành động này tương tự như cách anh đã từng làm trong văn phòng của cô trước đó. Lướt nhìn dáng người cựu quân nhân khuất dần ngoài cửa sổ, Heidi chợt nở nụ cười đau buồn và day dứt. Những thước phim cuối lướt qua cảnh Colin ký giấy nhận tội trong bất kỳ cuộc điều tra nào có thể xảy ra. Sau khi Colin rời khỏi phòng, Audrey lộ rõ vẻ lo lắng và xoa thuốc triệt ký ức lên cổ tay. |                    |             |            |                                |                     |

### Mùa 2 (2020)
| TT. tổng thể | TT. trong mùa phim | Tiêu đề      | Đạo diễn             | Biên kịch                      | Ngày phát sóng gốc  |
| --- | ------------------ | ------------ | -------------------- | ------------------------------ | ------------------- |
| 11 | 1                  | "People"     | Kyle Patrick Alvarez | Micah Bloomberg & Eli Horowitz | 22 tháng 5 năm 2020 |
| Người phụ nữ bí ẩn thức dậy trên chiếc thuyền mái chèo và không thể nhớ nổi tại sao mình lại bị trôi dạt đến nơi này, một kẻ lạ mặt đứng trên bờ liền bỏ chạy khi thấy cô cần sự giúp đỡ. Chật vật lếch vào đất liền trong trạng thái căng trương lực (catatonia), cuối cùng kiểm lâm công viên (Donna) cũng phát hiện ra cô đang lang thang trên đường cái. Thẻ VA xác định danh tính nhân vật bí hiểm này là cựu chiến binh Jackie. Khi được đưa đến bệnh viện gần đó để kiểm tra tình trạng sức khỏe, vị bác sĩ tin rằng cô là kẻ nghiện heroin do phát hiện vết bầm tím trên cánh tay, tuy nhiên Jackie đã bỏ đi trước khi bị đối chất về vấn đề này. Lúc tìm thấy chiếc khăn ăn trong túi áo khoác viết dòng chữ Skins, gã bệnh nhân cùng phòng cấp cứu cho cô quá giang đến quán bar và nhà hàng mang tên này, Jackie vô tình phát hiện ra mình đã từng ở đây thông qua nhân viên phục vụ. Nhờ kinh nghiệm làm việc lâu năm, cô và người bạn đồng hành nhanh chóng tìm ra câu trả lời tại nhà nghỉ gần đó. Trong căn phòng trọ bỏ trống, cả hai tìm thấy lọ thuốc rỗng của Geist, hàng ngàn Mỹ kim tiền mặt, thẻ tín dụng cùng bức ảnh chụp Jackie và đồng chí bị gạch chéo mặt những ngày còn trong quân ngũ. Jackie nhận ra hình xăm quân đội trên cánh tay có thể rửa sạch được, định báo với gã đi cùng thì hắn chợt đánh gục cô bất tỉnh, nguyên nhân chỉ vì muốn cướp hết mớ tiền và tránh xa rắc rối. Tại một trang trại, Leonard Geist đang gọt loại trái cây kỳ lạ, đây có thể là nguyên liệu chế tạo nên thuốc xóa trí nhớ. |                    |              |                      |                                |                     |
| 12 | 2                  | "Giant"      | Kyle Patrick Alvarez | Zachary Wigon                  | 22 tháng 5 năm 2020 |
| Tỉnh dậy từ cú trời giáng vào đầu và nghe thấy tiếng ồn thất thanh của còi hụ, Jackie tắt chuông báo động ô tô bằng cách sử dụng chìa khóa có sẵn trong túi áo khoác. Chính điều này tiết lộ việc cô đã để phương tiện di chuyển của mình ở đây trước khi bị mất trí nhớ. Trong chiếc xe có mảnh giấy viết dòng chữ Alex Eastern, cái tên trùng với thông tin hiển thị trên thẻ tín dụng. Lần mò từ những chi tiết vụn nhặt, cô đến nhà của Alex ở Oakland và lẻn vào để tìm Audrey Temple đến từ công ty Geist. Lúc tình cờ nghe được một cuộc nói chuyện qua điện thoại, Jackie phát hiện ra có thể Audrey và Alex đang làm việc cùng nhau. Cô liền bám theo xe của Audrey đến Geist, thời điểm này trụ sở đang tổ chức tiệc tái cấu trúc thương hiệu. Việc vô tình bị xoáy vào cuộc khảo sát sản phẩm mới trong phòng thử nghiệm và nghi ngờ có điều gì đó nham hiểm đang xảy ra, Jackie liền bỏ chạy khỏi nhóm và tấn công thủ lĩnh (Craig) điều hành dự án khi anh ngăn cản. Cô tiếp tục điều tra khu vực xung quanh và lẻn vào văn phòng Audrey, trong đây chứa cả lô hàng thuốc xóa trí nhớ và một bức ảnh chân dung của cô dán trên tường. Audrey cố gắng ngăn cản Leonard phát biểu tại buổi tiệc nhưng ông vẫn cương quyết thực hiện và to tiếng chống lại công ty. Rồi Jackie và Audrey gặp nhau, vị sếp Geist trao cái hôn bất ngờ và gọi cô là "Alex" trước khi hỏi thông tin về Walter Cruz. |                    |              |                      |                                |                     |
| 13 | 3                  | "Previously" | Kyle Patrick Alvarez | Sarah Carbiener & Erica Rosbe  | 22 tháng 5 năm 2020 |
| Đoạn hồi tưởng tiết lộ vai trò của Alex/Jackie trong việc thuyết phục khách hàng từ bỏ kháng nghị, trường hợp này là một phụ nữ gửi đơn khiếu nại quấy rối tình dục đến công ty của cô. Alex được tiết lộ là có mối quan hệ tình cảm với Audrey (ban đầu chịu sự kiểm soát của Colin), thời điểm cảm thấy bản thân không được Geist đánh giá cao trong công việc, Audrey bắt đầu dùng thuốc xóa ký ức để xoa dịu nỗi lo của mình. Trong quá khứ Alex đã âm thầm đứng sau hỗ trợ bạn gái dồn Colin vào thế phải đối diện với toàn bộ cáo buộc xảy ra xung quanh chương trình Homecoming khi Bộ Quốc Phòng mở cuộc điều tra trong mùa đầu tiên. Sau đó Audrey tiếp tục giật dây báo cho Leonard Geist biết về Homecoming, thứ chương trình mà ông chưa từng nghe nói đến hiện đang vận hành trái phép. Cuối cùng Colin bị Leonard sa thải vì tội để cho các cựu chiến binh phải uống thuốc tẩy não. Tại trường đoạn Fish Camp trong tập mười, sau khi rời xa Heidi, Walter đột nhiên hồi tưởng lại những cảm xúc đau đớn, anh bắt đầu nghi ngờ trí nhớ của mình thực ra chẳng hề thay đổi gì sau cuộc phẫu thuật não. |                    |              |                      |                                |                     |
| 14 | 4                  | "Soap"       | Kyle Patrick Alvarez | Casallina Kisakye              | 22 tháng 5 năm 2020 |
| Audrey tham dự phiên điều tra của Bộ Quốc Phòng và thú nhận công ty đã vi phạm giao thức. Cuộc họp có sự chứng kiến của Francine Bunda, vị đại diện DoD sau đó liên hệ hỏi liệu Audrey và Leonard có thể đưa cô đi tham quan cơ sở hay không. Leonard quyết định ngừng sử dụng con lăn thuốc xóa trí nhớ trong khi Walter sớm phát hiện ra trước đó anh đã được Geist điều trị nhưng không phẫu thuật khi tra hỏi thông tin tại văn phòng bộ Cựu chiến binh Hoa Kỳ. Mọi chuyện bắt đầu leo thang kể từ lúc Walter bị buộc phải đợi từ 8–12 tuần để nhận phản hồi từ Geist về việc họ điều trị kiểu gì trước đó, anh mất bình tĩnh và lao vào nhân viên tra cứu nhằm xem cho bằng được thông tin riêng tư trên máy tính. Thể theo yêu cầu, Bunda bắt đầu tham quan một vòng quanh khu vực trồng thứ cây chế tạo nên thuốc tẩy ký ức, tuy nhiên khi nghe Leonard tiết lộ sẽ ngừng sử dụng quả mọng, cô trở nên lo lắng vì Lầu Năm Góc đề nghị muốn hợp tác với Geist. Bunda cảm thấy chương trình đang hoạt động tốt vì không có cựu chiến binh nào gặp trở ngại và vấn đề duy nhất ở đây là các giao thức. Dù bị Leonard từ chối với ý định hồi sinh lại Homecoming, Bunda vẫn thuyết phục Audrey nên tiếp tục tiến hành dự án này. Alex và Audrey tổ chức tiệc ăn mừng, cuộc trò chuyện dần chuyển sang việc có con đối với cặp đôi. Ngày nọ, Audrey nhận được email từ VA yêu cầu hồi đáp thông tin của Walter, Alex đề nghị giúp đỡ bằng cách giả làm cựu chiến binh "Jackie". Cô bảo lãnh Walter ra tù và thuyết phục anh nên gạt bỏ những lo lắng của mình. |                    |              |                      |                                |                     |
| 15 | 5                  | "Meters"     | Kyle Patrick Alvarez | Evan Wright                    | 22 tháng 5 năm 2020 |
| Alex - bây giờ là "Jackie", giúp Walter thoát khỏi cảnh ngục tù. Là một phần trong công việc cứu trợ tại ngoại, cô cần làm đánh giá và sau đó thao túng Walter bằng "kinh nghiệm tham chiến" trước đó của mình. Khi phát hiện Leonard cho thuê người nhổ hết đám cây làm thuốc, Audrey đưa tờ giấy có lệnh cấm từ DoD cho ông, nội dung đề cập đến việc quả mọng là công nghệ quân sự quan trọng thuộc về Bộ Quốc Phòng, tất cả các bên đều bị cấm phá hủy hoặc nếu không sẽ vào tù. Leonard từ chối hợp tác và bắt đầu tự mình đào bới ngay cả khi bị đe dọa bắt giữ. Một hôm, Alex cùng Walter đến quán Skins uống bia, cô trải lòng về khoảng thời gian trở về từ khi tham chiến tại Syria. Cuộc thảo luận dần chuyển sang Homecoming, Walter bắt đầu tin vào lời Alex về việc có thể anh chỉ bị va đầu và chưa từng phẫu thuật, bà mẹ nói điều ngược lại chẳng qua chỉ muốn anh an toàn ở nhà và không nhập ngũ nữa thôi. Chứng kiến việc trí nhớ của Walter giờ gần như đã bị xóa sạch, Alex nhận cuộc gọi từ Audrey và báo thực tế anh còn chẳng nhớ nổi về cái tên Homecoming. Về phía Audrey, với sự trợ giúp của Bunda, cô nhanh chóng nắm quyền kiểm soát toàn bộ Geist và ra lệnh cho nhân viên tổ chức một bữa tiệc. Dù đã dùng câu chuyện bịa đặt về đồng nghiệp của mình tự sát để tìm kiếm câu trả lời, cuối cùng Alex vẫn không thể thuyết phục Walter đừng đến cơ sở điều trị nữa. Cô quyết định mua một ống tiêm và quả dưa để thực hiện kế hoạch riêng sau cuộc tranh cãi với Walter. |                    |              |                      |                                |                     |
| 16 | 6                  | "Needle"     | Kyle Patrick Alvarez | Patrick Macmanus               | 22 tháng 5 năm 2020 |
| Alex đổ đầy thuốc vào ống tiêm từ con lăn của Audrey và lên kế hoạch tẩy não Walter bằng cách thực hành trước trên quả dưa suốt đêm. Sau khi lẻn vào nhà anh nhưng không thấy ai ở đó, cô liền gọi điện cho Geist và cảnh báo Walter đang có ý định đến trụ sở để điều tra, đồng thời yêu cầu bộ phận an ninh cảnh giác với kẻ đột nhập này. Đến khi trở về nhà trọ của mình, cô bị sốc khi thấy Walter đang đợi ngoài cửa. Anh xin lỗi về hành động nổi nóng trước đó và hai người cùng đi câu cá, thế nhưng cuộc nói chuyện trong suốt chuyến đi nhanh chóng khiến Walter ngày càng nghi ngờ về ý định của người phụ nữ này, đặc biệt là chi tiết cô đã kể sai về trường bắn tỉa (thước chứ không phải mét). Chuyện gì đến cũng sẽ đến, thực tế Walter đã lén theo dõi Alex sau cuộc cãi vã ở quán ăn vì vô tình phát hiện cô có xe để di chuyển trong khi nói dối là bắt xe buýt đến. Biết mình hết đường quay đầu và không thể bào chữa, Alex liền bỏ chạy và bị dồn vào đường cùng. Giả vờ đánh lạc hướng tiết lộ Geist lo lắng về những gì Walter đang làm có thể dẫn đến sự sụp đổ của công ty, Alex liền đâm Walter bằng ống tiêm nhưng bị anh chụp kịp và đâm ngược lại vào tay cô. Hoảng sợ tột độ, Alex leo lên chiếc thuyền câu cá gần đó để tẩu thoát, cô gọi điện báo tình hình cho bạn gái trước khi bất tỉnh hoàn toàn. |                    |              |                      |                                |                     |
| 17 | 7                  | "Again"      | Kyle Patrick Alvarez | Micah Bloomberg & Eli Horowitz | 22 tháng 5 năm 2020 |
| Đứng nhìn Alex lênh đênh trên mặt nước, Walter bỏ chạy khi nghe tiếng cầu cứu vì cô đã mất trí khi bị tiêm thuốc vào người. Anh nhanh chóng lái xe đến Geist và vô tình gặp được Leonard, ông bắt đầu giải thích cuộc sống của Walter đã bị che khuất trong bóng tối như thế nào, đặc biệt là khoảng thời gian anh đến Homecoming sau cuộc chiến, hai người bắt đầu tranh cãi và Walter yêu cầu Leonard phải kết thúc tất cả những gì ông khởi xướng. Trở lại mạch truyện chính cuối tập mười hai, Leonard có bài phát biểu nhạo báng Bunda và DoD ngay giữa buổi tiệc nhưng bị cắt ngang giữa chừng vì tiếng nhạc và màn thả bong bóng. Cùng thời điểm, Audrey lôi bạn gái vào phòng riêng và tường thuật lại diễn biến sự việc xảy ra trước khi cô quên sạch mọi thứ. Thay vì thuyết phục Walter từ bỏ vụ kiện chống lại Geist, thực tế Alex vô tình bị mục tiêu tấn công trả đũa lại. Ngoài sảnh chính, Bunda chính thức xác nhận sự tham gia của cô vào dự án và gửi lời chúc mừng đến Audrey. Do đầu óc chẳng còn nhớ gì, dù vô tình bắt gặp Walter trong bữa tiệc nhưng Alex chỉ thấy đó là một người phục vụ bình thường (Walter giả danh đột nhập vào trụ sở để phá hoại). Khi mọi người nâng ly rượu bị trà trộn thành thuốc tẩy não, Alex không hề ngăn cản bạn gái mình uống. Audrey rất sốc khi chứng kiến từng người xung quanh bất tỉnh trong khi Leonard đang đứng chào mỉa mai từ tầng trên, cuối cùng cô cũng gục ngã. Walter đến nói chuyện với Alex, anh bảo nên rời khỏi bữa tiệc nhưng cô quyết định ở lại, vì cô biết cảm giác thức dậy sau khi ký ức bị mất là như thế nào. Thước phim cuối lướt qua cảnh Walter lái xe một mình, trên tay cầm danh sách những bệnh nhân khác của Homecoming. |                    |              |                      |                                |                     |

## Sản xuất

### Phát triển
Vào ngày 16 tháng 12 năm 2016, thông cáo báo chí đưa tin Universal Cable Productions đã giành được quyền cho nhà sản xuất Sam Esmail chuyển thể podcast Homecoming của Gimlet Media thành phim truyền hình dài tập. Mùa đầu tiên do Esmail điều hành giai đoạn hậu kỳ thông qua công ty Esmail Corp phối hợp cùng hai nhà sáng tạo podcast nguyên tác là Eli Horowitz và Micah Bloomberg, nhà sản xuất Alicia Van Couvering, đồng sáng lập công ty truyền thông kỹ thuật số Gimlet Alex Blumberg và Matt Lieber, nhà thành lập Gimlet Pictures Chris Giliberti cùng các công ty Esmail Corp, Anonymous Content và Gimlet Media. Theo thông tin chính thức, để nhận được dự án này, Universal đã phải xoay sở để trả giá cao hơn các gã lớn nổi tiếng trong lĩnh vực phim ảnh trong đó có Sony Pictures Television / nhà văn Michelle MacLaren, 20th Century Fox Television / Matt Reeves và Michael De Luca, TriStar Pictures / George Clooney cùng công ty Smoke House Pictures của Clooney.
Ngày 19 tháng 7 năm 2017, truyền thông phát thông báo Amazon Video đã cấp phép cho loạt phim sản xuất tổng cộng hai mùa. Cặp đôi biên kịch Horowitz / Bloomberg sẽ đảm nhận công việc sáng tác và Esmail chính thức chịu trách nhiệm chỉ đạo diễn xuất. Gần đúng một năm sau, thông tin trên các trang báo mạng tiết lộ bộ phim dự kiến ra mắt ngày 2 tháng 11 năm 2018. Sau khi kết thúc phần mở đầu, mùa hai sẽ trình làng tiếp tục vào ngày 22 tháng 5 năm 2020. Esmail và Roberts trở lại với vai trò điều hành sản xuất, vị trí đạo diễn nhường chỗ cho Kyle Patrick Alvarez đồng thời Roberts sẽ không trở lại loạt phim.

### Tuyển vai
Ngày 5 tháng 6 năm 2017, dẫn lời từ bản tin các bên cho biết minh tinh Julia Roberts đang đàm phán vai nữ chính của loạt phim. 8 tây tháng 11, Stephan James chính thức được chọn đảm nhận vai nam chính, đến cuối tháng thì Bobby Cannavale tham gia dàn diễn viên. Một năm sau, giữa tháng 1 xuất hiện thông tin tường thuật Shea Whigham gia nhập dàn nhân lực. Hai tháng cuối xuân ghi nhận hàng loạt những gương mặt mới, trong đó Alex Karpovsky sẽ sánh vai chủ chốt, Dermot Mulroney, Hồng Châu, Jeremy Allen White, Sydney Poitier, Marianne Jean-Baptiste, Brooke Bloom, Ayden Mayeri, Jacob Pitts và Sissy Spacek được chọn mặt gửi vàng vào các vai định kỳ đồng thời Fran Kranz sẽ xuất hiện với tư cách khách mời. Đến ngày 16 tháng 1 năm 2019, bài viết báo mạng chia sẻ tin Roberts sẽ không xuất hiện trong phần hai của loạt phim, thay vào đó cô vẫn tiếp tục đảm nhận vai trò điều hành sản xuất.
Loạt tin về mùa hai của series bắt đầu hiện diện kể từ ngày 23 tháng 7 năm 2019, thời điểm này chứng thực Janelle Monáe đóng vai chính với nội dung khác phần đầu. Trong tháng 8, Stephan James và Hồng Châu xác nhận sẽ quay trở lại dẫn lối câu chuyện rẽ sang hướng mới. Chris Cooper được chọn gia nhập dàn diễn viên ở tháng sau. Cuối cùng vào những tháng cuối đông của năm 2019, Joan Cusack và Mary Holland sẽ đảm nhận các vai diễn định kỳ.

### Quay phim
Quá trình ghi hình dự kiến bắt đầu ở thành phố Los Angeles vào tháng 4 năm 2018. Tuy nhiên đoàn làm phim thực tế đã quay hai tháng trước ở khu đất trống của Universal Studios, đây là địa điểm được chọn để tiến hành sản xuất và đồng thời cũng là dự án đầu tiên thu hình tại các cơ sở hậu cầu mới được xây dựng của Universal. Ngoại thất trung tâm Homecoming, cũng như nội thất trong sảnh và trụ sở Geist được quay tại công ty cũ của Toyota ở Torrance, California.

## Phát hành

Áp phích quảng cáo mùa 1 khắc họa Julia Roberts trong vai Heidi Bergman.

### Tiếp thị
Vào ngày 29 tháng 6 năm 2018, loạt hình ảnh "cái nhìn đầu tiên" của bộ phim ra mắt giới đam mê điện ảnh. Đến ngày 20 tháng 7, đoạn giới thiệu mở đầu xuất hiện tại hội nghị truyện tranh San Diego và sau đó phát hành trên các nền tảng chiếu phim trực tuyến song song với trình làng áp phích quảng cáo. Cuối quý 3 cùng năm, trailer thứ hai được công bố. Bên cạnh đó, hai trailer chính thức của series cũng được công chiếu lần lượt vào ngày 3 tháng 9 và 22 tháng 10.

### Công chiếu
Homecoming tổ chức buổi ra mắt toàn cầu trong khuôn khổ Liên hoan phim quốc tế Toronto tại nhà hát Ryerson ở Toronto, Ontario, Canada vào ngày 7 tháng 9 năm 2018. Bốn tập đầu tiên được chiếu như một phần loạt phim truyền hình trong khung giờ vàng của liên hoan phim. Cuối tháng 10 cùng năm, series tiếp tục mở màn tại Hoa Kỳ ở nhà hát Regency Bruin thuộc vùng Westwood, Los Angeles, California. Tương tự, bốn tập đầu cũng phát sóng trong sự kiện này với sự góp mặt của Sam Esmail, Jennifer Salke, Julia Roberts, Stephan James, Dermot Mulroney và Shea Whigham.

## Đón nhận
| Mùa | Rotten Tomatoes   | Metacritic       |
| --- | ----------------- | ---------------- |
| 1   | 98% (99 đánh giá) | 83 (35 đánh giá) |
| 2   | 60% (48 đánh giá) | 61 (21 đánh giá) |

Trên hai hệ thống tổng hợp kết quả đánh giá Rotten Tomatoes và Metacritic, phim nhận được tổng điểm lần lượt là 79% và 75/100.

### Mùa 1
Phần đầu tiên đã nhận được sự tán dương từ giới phê bình. Trang web Rotten Tomatoes thống kê phim đạt tỷ lệ tán thành 98% với điểm trung bình là 8.3/10 dựa trên 99 bài đánh giá. Nhìn chung loạt bài góp ý đều đồng thuận ở nội dung: "Màn ra mắt đầy ấn tượng trên màn ảnh nhỏ của Julia Roberts, Homecoming cân bằng giữa thứ bí ẩn đầy ám ảnh với sự nhạy cảm điên cuồng bám chặt và không buông." Metacritic sử dụng công thức bình quân gia quyền đã xếp hạng mùa đầu đạt số điểm 83/100 dựa trên 35 nhà phê bình, cho thấy "sự hoan nghênh nhiệt liệt."

### Mùa 2
Phần tiếp theo nhận về nhiều đánh giá trái chiều đến tích cực từ các cây bút bình luận phim. Trên Rotten Tomatoes, series sở hữu tỷ lệ tán thành 60% với điểm trung bình đạt mức 6.7/10 dựa trên 48 bài nhận xét. Điểm mấu chốt đồng thuận của trang web nằm ở chi tiết: "Với màn phong cách, diễn xuất tốt và thuyết phục nhất có thể, mùa hai Homecoming chỉ đơn giản là không thể thoát khỏi cái bóng của phần tiền nhiệm." Trang Metacritic sử dụng mức trung bình có trọng số đã cho phim điểm 61/100 dựa trên 21 nhà phê bình, cho thấy "các bài góp ý nhìn chung là thuận lợi."

### Giải thưởng
| Giải thưởng                                                | Năm  | Hạng mục                                                                                     | Người nhận | Kết quả   | Ref.          |
| ---------------------------------------------------------- | ---- | -------------------------------------------------------------------------------------------- | --- | --------- | ------------- |
| Giải Hiệp Hội Các Nhà Quay Phim Hoa Kỳ                     | 2021 | Thành Tựu Nổi Bật Về Quay Phim Trong Tập Phim Truyền Hình Dài Nửa Tiếng                      | Jas Shelton (cho tập "Giant") | Đề cử     | [ 40 ]        |
| Giải Hiệp Hội Giám Đốc Nghệ Thuật                          | 2019 | Xuất Sắc Trong Thiết Kế Sản Xuất Cho Series Máy Quay Đơn Nửa Giờ                             | Anastasia White (cho tập "Mandatory") | Đề cử     | [ 41 ]        |
| Giải Thưởng Truyền Hình Cuộn Phim Đen                      | 2020 | Nữ Diễn Viên Chính Phim Chính Kịch Xuất Sắc Nhất                                             | Janelle Monáe | Đề cử     | [ 42 ]        |
| Giải Truyền Hình Bình Chọn Của Các Nhà Phê Bình            | 2019 | Phim Chính Kịch Hay Nhất                                                                     | Homecoming | Đề cử     | [ 43 ]        |
| Giải Truyền Hình Bình Chọn Của Các Nhà Phê Bình            | 2019 | Nữ Diễn Viên Chính Loạt Phim Chính Kịch Xuất Sắc Nhất                                        | Julia Roberts | Đề cử     | [ 43 ]        |
| Giải Truyền Hình Bình Chọn Của Các Nhà Phê Bình            | 2019 | Nam Diễn Viên Phụ Loạt Phim Chính Kịch Xuất Sắc Nhất                                         | Shea Whigham | Đề cử     | [ 43 ]        |
| Giải Dorian                                                | 2019 | Phim Truyền Hình Chính Kịch Của Năm                                                          | Homecoming | Đề cử     | [ 44 ] [ 45 ] |
| Giải Dorian                                                | 2019 | Màn Trình Diễn Truyền Hình Của Năm — Nữ Diễn Viên Chính                                      | Julia Roberts | Đề cử     | [ 44 ] [ 45 ] |
| Giải Eddie                                                 | 2019 | Biên Tập Phim Chính Kịch Xuất Sắc Nhất Dành Cho Truyền Hình Phi Thương Mại                   | Rosanne Tan (cho tập "Redwood") | Đề cử     | [ 46 ]        |
| Giải Ngựa Đua Vàng                                         | 2019 | Loạt Phim Chính Kịch                                                                         | Homecoming | Đề cử     | [ 47 ]        |
| Giải Ngựa Đua Vàng                                         | 2019 | Nam Diễn Viên Phụ Chính Kịch                                                                 | Bobby Cannavale | Đề cử     | [ 47 ]        |
| Giải Ngựa Đua Vàng                                         | 2019 | Nữ Diễn Viên Chính Chính Kịch                                                                | Julia Roberts | Đề cử     | [ 47 ]        |
| Giải Quả Cầu Vàng                                          | 2019 | Phim Truyền Hình Hay Nhất – Chính Kịch                                                       | Homecoming | Đề cử     | [ 1 ]         |
| Giải Quả Cầu Vàng                                          | 2019 | Nam Diễn Viên Chính Xuất Sắc Nhất – Phim Truyền Hình Chính Kịch                              | Stephan James | Đề cử     | [ 1 ]         |
| Giải Quả Cầu Vàng                                          | 2019 | Nữ Diễn Viên Chính Xuất Sắc Nhất – Phim Truyền Hình Chính Kịch                               | Julia Roberts | Đề cử     | [ 1 ]         |
| Giải Cuộn Phim Vàng                                        | 2019 | Phương Tiện Phát Sóng: Nhạc Dạng Ngắn / Nhạc Kịch                                            | Ben Zales (cho tập "Stop") | Đề cử     | [ 48 ]        |
| Giải Cuộn Phim Vàng                                        | 2019 | Thành Tích Nổi Bật Về Biên Tập Âm Thanh – Live Action Dưới 35 Phút                           | Tim Terusa & Kevin Meltcher (cho tập "Protocol") | Đề cử     | [ 48 ]        |
| Giải Cuộn Phim Vàng                                        | 2021 | Thành Tích Nổi Bật Về Biên Tập Âm Thanh – Live Action Dưới 35 Phút                           | Kevin Buchholz, Brett Hinton, Ben Zales, Dan Kremer, Daniel Colman, Polly McKinnon, Helen Luttrell, Randy Guth, Dominique Decaudain, Pam Kahn, Nancy Parker và Mike Marino (cho tập "Giant") | Đề cử     | [ 49 ]        |
| Giải Trailer Vàng                                          | 2019 | Phim Truyền Hình Kinh Dị/Giật Gân Hay Nhất/Trailer/Teaser Cho Một Loạt Phim                  | Homecoming "Forget", Amazon & Buddha Jones | Đề cử     | [ 50 ]        |
| Giải Trailer Vàng                                          | 2019 | Biên Tập Âm Thanh Xuất Sắc Nhất Trong Quảng Cáo Truyền Hình/Trailer/Teaser Cho Một Loạt Phim | Homecoming "Forget", Amazon & Buddha Jones | Đề cử     | [ 50 ]        |
| Giải Hiệp Hội Nghề Nghiệp Hollywood                        | 2019 | Biên Tập Xuất Sắc – Phim Tình Tiết Từng Đoạn Hoặc Không Chiếu Rạp (30 Phút Trở Xuống)        | Rosanne Tan (cho tập "Redwood") | Đề cử     | [ 51 ]        |
| Giải Hiệp Hội Nghề Nghiệp Hollywood                        | 2019 | Âm Thanh Vượt Trội – Phim Tình Tiết Từng Đoạn Hoặc Không Chiếu Rạp                           | John W. Cook II, Bill Freesh, Kevin Buchholz, Jeff A. Pitts, Ben Zales, Polly McKinnon & NBC Universal (cho tập "Protocol")                                                                  | Đề cử     | [ 51 ]        |
| Liên Hoan Phim Quốc Tế Về Nghệ Thuật Quay Phim Cameraimage | 2019 | Cái Nhìn Đầu Tiên - Cuộc Thi Thí Điểm Truyền Hình                                            | Tod Campbell | Đề cử     | [ 52 ] [ 53 ] |
| Giải Điện Ảnh Trực Tuyến Quốc Tế                           | 2019 | Đạo Diễn Loạt Phim Truyền Hình Chính Kịch                                                    | Sam Esmail (cho tập "Protocol") | Đoạt giải | [ 54 ] [ 55 ] |
| Giải Điện Ảnh Trực Tuyến Quốc Tế                           | 2019 | Phim Truyền Hình Chính Kịch                                                                  | Homecoming | Đề cử     | [ 54 ] [ 55 ] |
| Giải Điện Ảnh Trực Tuyến Quốc Tế                           | 2019 | Dàn Diễn Viên Phim Truyền Hình Chính Kịch                                                    | Homecoming | Đoạt giải | [ 54 ] [ 55 ] |
| Giải Điện Ảnh Trực Tuyến Quốc Tế                           | 2019 | Nam Diễn Viên Khách Mời Phim Truyền Hình Chính Kịch                                          | Jeremy Allen White | Đề cử     | [ 54 ] [ 55 ] |
| Giải Điện Ảnh Trực Tuyến Quốc Tế                           | 2019 | Nữ Diễn Viên Khách Mời Phim Truyền Hình Chính Kịch                                           | Hồng Châu | Đề cử     | [ 54 ] [ 55 ] |
| Giải Điện Ảnh Trực Tuyến Quốc Tế                           | 2019 | Nam Diễn Viên Chính Phim Truyền Hình Chính Kịch                                              | Stephan James | Đề cử     | [ 54 ] [ 55 ] |
| Giải Điện Ảnh Trực Tuyến Quốc Tế                           | 2019 | Nữ Diễn Viên Chính Phim Truyền Hình Chính Kịch                                               | Julia Roberts | Đề cử     | [ 54 ] [ 55 ] |
| Giải Điện Ảnh Trực Tuyến Quốc Tế                           | 2019 | Loạt Phim Mới                                                                                | Homecoming | Đề cử     | [ 54 ] [ 55 ] |
| Giải Điện Ảnh Trực Tuyến Quốc Tế                           | 2019 | Nam Diễn Viên Phụ Phim Truyền Hình Chính Kịch                                                | Bobby Cannavale | Đề cử     | [ 54 ] [ 55 ] |
| Giải Điện Ảnh Trực Tuyến Quốc Tế                           | 2019 | Nam Diễn Viên Phụ Phim Truyền Hình Chính Kịch                                                | Shea Whigham | Đề cử     | [ 54 ] [ 55 ] |
| Giải Điện Ảnh Trực Tuyến Quốc Tế                           | 2019 | Kịch Bản Phim Truyền Hình Chính Kịch                                                         | Eli Horowitz & Micah Bloomberg (cho tập "Stop") | Đề cử     | [ 54 ] [ 55 ] |
| Giải Hiệp Hội Điện Ảnh & Truyền Hình Trực Tuyến            | 2019 | Nữ Diễn Viên Chính Phim Truyền Hình Chính Kịch Xuất Sắc Nhất                                 | Julia Roberts | Đề cử     | [ 56 ]        |
| Giải Hiệp Hội Điện Ảnh & Truyền Hình Trực Tuyến            | 2019 | Chỉ Đạo Diễn Xuất Phim Truyền Hình Chính Kịch Xuất Sắc Nhất                                  | Sam Esmail | Đề cử     | [ 56 ]        |
| Giải Hiệp Hội Điện Ảnh & Truyền Hình Trực Tuyến            | 2019 | Nam Diễn Viên Phụ Phim Truyền Hình Chính Kịch Xuất Sắc Nhất                                  | Bobby Cannavale | Đề cử     | [ 56 ]        |
| Giải Peabody                                               | 2019 | Giải Trí                                                                                     | Homecoming | Đề cử     | [ 57 ] [ 58 ] |
| Giải Emmy Giờ Vàng                                         | 2019 | Quay Phim Xuất Sắc Cho Series Máy Quay Đơn (Nửa Giờ)                                         | Tod Campbell (cho tập "Optics") | Đề cử     | [ 2 ]         |
| Giải Emmy Giờ Vàng                                         | 2020 | Quay Phim Xuất Sắc Cho Series Máy Quay Đơn (Nửa Giờ)                                         | Jas Shelton (cho tập "Giant") | Đề cử     | [ 3 ]         |
| Giải Vệ Tinh                                               | 2019 | Phim Truyền Hình Hay Nhất – Chính Kịch                                                       | Homecoming | Đoạt giải | [ 59 ] [ 60 ] |
| Giải Vệ Tinh                                               | 2019 | Nữ Diễn Viên Chính Xuất Sắc Nhất – Phim Truyền Hình Chính Kịch                               | Julia Roberts | Đoạt giải | [ 59 ] [ 60 ] |
| Giải Vệ Tinh                                               | 2019 | Nữ Diễn Viên Chính Xuất Sắc Nhất – Miniseries Hoặc Phim Truyền Hình                          | Julia Roberts | Đề cử     | [ 59 ] [ 60 ] |
| Giải TCA                                                   | 2019 | Thành Tựu Nổi Bật Trong Phim Truyền Hình                                                     | Homecoming | Đề cử     | [ 61 ]        |
| Giải Hiệp Hội Nhà Văn Hoa Kỳ                               | 2019 | Truyền Hình: Loạt Phim Mới                                                                   | Micah Bloomberg, Cami Delavigne, Eli Horowitz, Shannon Houston, Eric Simonson & David Wiener                                                                                                 | Đề cử     | [ 62 ]        |